# CA-10
La Carretera Centroamericana 10 (CA-10), conocida también como la Carretera Interoceánica, es una de las principales vías terrestres de América Central, que forma parte de la Red Vial Centroamericana. Esta ruta, considerada vital para la integración regional, atraviesa los países de Guatemala y El Salvador.

## Extensión
Con una longitud de 118 kilómetros, la CA-10 es reconocida por su variado paisaje, que incluye cadenas montañosas, llanuras agrícolas, áreas urbanas y regiones selváticas. A pesar de su importancia, su estado de conservación y modernización varía significativamente según el país.

## Carretera Centroamericana 10
La Carretera Centroamericana 10 (CA-10) es una vía internacional que forma parte de la Red Vial Centroamericana. Se extiende desde el oriente de Guatemala hasta el occidente de Honduras, facilitando el tránsito binacional entre ambos países a través de pasos fronterizos estratégicos. Esta ruta es de gran importancia para el comercio local y regional, así como para la integración económica de la región nororiental del istmo.

## Guatemala
En Guatemala, la CA-10 inicia en la ciudad de Chiquimula, capital del departamento homónimo. Desde allí, se dirige hacia el este por un terreno montañoso y rural, pasando por el municipio de Camotán antes de alcanzar el paso fronterizo de El Florido (Guatemala), que conecta con Honduras. Esta vía es de uso frecuente por vehículos de carga y transporte interurbano, además de turistas que se dirigen hacia Copán Ruinas en territorio hondureño.

## Honduras
En Honduras, la CA-10 comienza en el punto fronterizo de El Florido (Honduras), en el departamento de Copán. Pasa por la ciudad turística de Copán Ruinas, conocida por su sitio arqueológico maya declarado Patrimonio de la Humanidad, y continúa hasta La Entrada, donde se conecta con la CA-4. Este tramo es vital para el turismo regional, el comercio agrícola y la movilidad de mercancías hacia el occidente del país.

## Importancia regional
La CA-10 es una ruta secundaria pero estratégica dentro de la red centroamericana. Facilita la conexión entre el oriente de Guatemala y el occidente de Honduras, regiones caracterizadas por su producción agrícola y riqueza cultural. También promueve el desarrollo económico fronterizo y el acceso turístico hacia el sitio arqueológico de Copán.